# Банноу

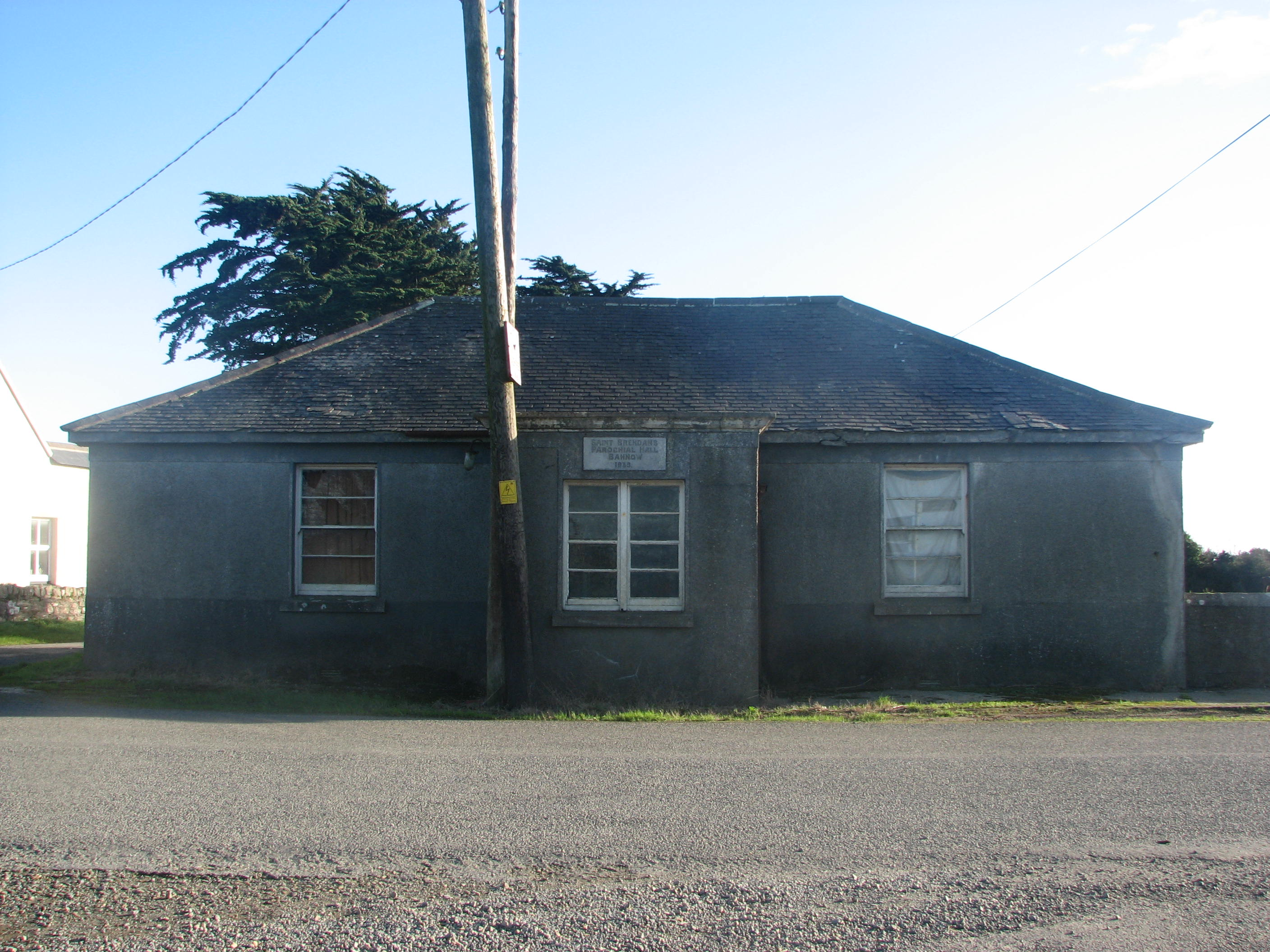
Старый зал

Банноу (англ. Bannow; ирл. Ban) — деревня в Ирландии, находится в графстве Уэксфорд (провинция Ленстер).
У деревни был некогда статус боро, и до 1800 года здесь выбирали депутатов в Парламент Ирландии.